# 優勝旗

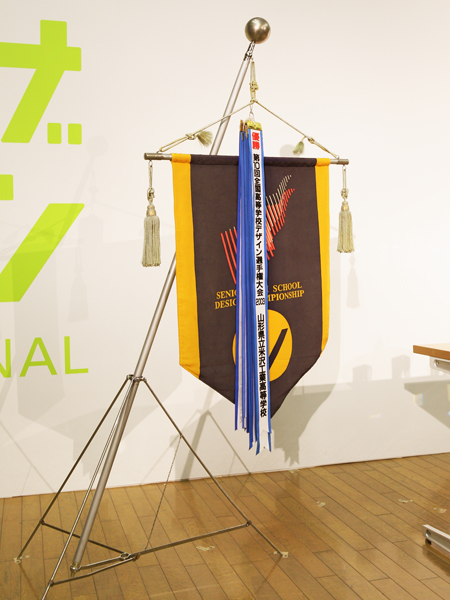
「全国高等学校デザイン選手権大会」の優勝旗（2011年）　歴代優勝校を記したバナーが表面に被っている

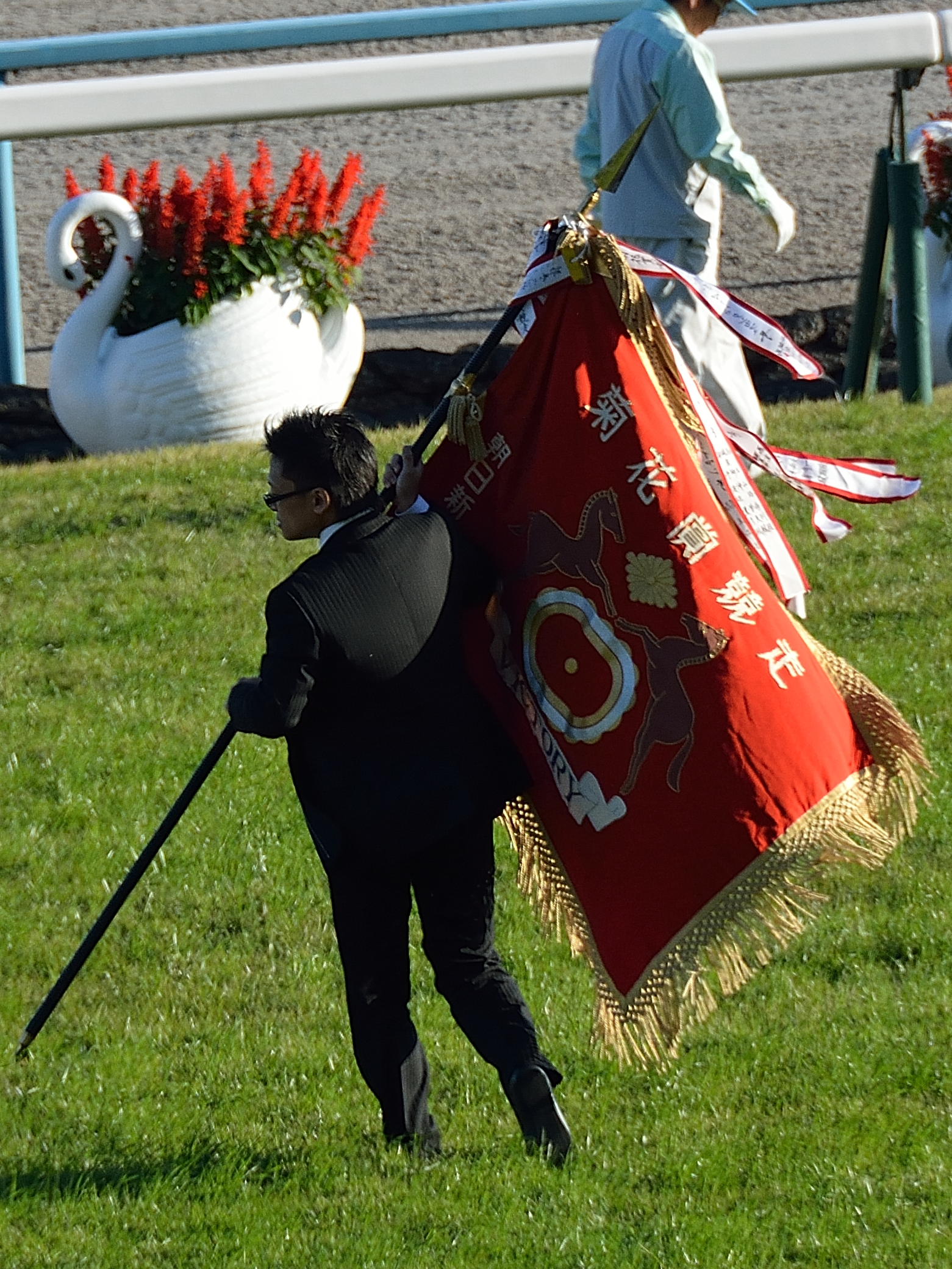
「菊花賞」の優勝旗（2015年第76回）穂先の帯には過去の勝利馬が記されてある

優勝旗（ゆうしょうき）とは、あらゆる競技の大会で優勝した者や団体に、その名誉を表彰し、授ける旗である。チャンピオンフラッグとも呼ばれる。

## 概要
優勝旗は次回の大会まで、優勝した者や団体の代表が保持することになり、次回の大会が開催されると返還することになる。高校野球における春の選抜高等学校野球大会の優勝旗「紫紺旗」、夏の全国高等学校野球選手権大会の優勝旗「大深紅旗」（深紅の優勝旗）、高校ラグビーにおける冬の全国高等学校ラグビーフットボール大会の優勝旗「飛球の旗」など、大会によっては優勝旗に固有名詞がついているものもある。また、大会終了後に不祥事などが発覚した場合、その優勝を名実ともに取り消すという意味で、次回の大会を待たずして優勝旗を返還する場合もある。この他、次回の大会が中止された場合、次回の大会が開催される予定だった期間以降に返還セレモニーのみ行われる場合がある。
日本の大相撲においても、本場所の幕内力士最高優勝者に対して大優勝旗が手渡される。
前年優勝の団体が予選落ちした場合は、返還を担当する代表者のみが当年の大会開会式に臨む事になる。返還を担当する代表者はそのチームの選手（主に主将）が多いが、前年優勝の団体が翌年の大会前に解散した場合は、その団体が所属していた組織の係員などが担当することもある。
優勝旗が紛失や盗難、破損などにより返還が困難になった場合、主催者は優勝旗を新調することになるが、旗が出来上がる（または見つかる）までに大会が行われた場合は優勝旗なしとなり、完成（または発見）後に主催団体の関係者が訪問して贈呈する他、前に旗を保持していた競技者が製作費を負担する場合もある（事例としてこちらを参照）。また返還が可能な状態であっても、老朽化などの理由から、優勝旗を新調する場合もある。

## 主な優勝旗
- 深紅の大優勝旗 - 全国高等学校野球選手権大会
- 紫紺の大優勝旗 - 選抜高等学校野球大会
- 黒獅子旗 - 都市対抗野球大会
- ダイヤモンド旗 - 社会人野球日本選手権大会
- 大日輪旗 - JABA東京スポニチ大会
- 飛球の旗 - 全国高等学校ラグビーフットボール大会
- 黒鷲旗 - 高等学校相撲金沢大会・黒鷲旗全日本男女選抜バレーボール大会
- 金鷲旗 - 金鷲旗高校柔道大会
- 玉竜旗 - 玉竜旗高校剣道大会